# Історія з грифом «секретно»
«Історія з грифом „Секретно“» — серія книг відомого українського історика, голови УІНП Володимира В'ятровича, видана в рамках спільного проекту «Наш формат історії» з мистецької агенцією «Наш Формат» , Центру досліджень визвольного руху та видавництва «Часопис» (Львів) у 2013 році.
У книгах «Історія з грифом секретно». Таємниці українського минулого з архівів КГБ", «Історія з грифом „секретно“. Нові сюжети» та «Історія з грифом „Секретно“. Українське XX століття» розповідається про недавнє трагічне минуле України 1918—1991 року.
Автор книги на посаді директора архіву Служби безпеки України розсекретив архіви радянської спецслужби від ЧК.
Ці книги є результатом чотирирічного дослідження архівних таємниць української історії ХХ століття, що зберігалися у сховищах КҐБ.
«Історія з грифом „Секретно“. Українське ХХ століття» — серед переможців всеукраїнського рейтингу «Книжка року-2013».

## Зміст
Це науково-популярне видання має близько 700 сторінок. У книзі є 66 історій, зокрема, з такими назвами: «Бандера: старі та нові міфи», «Бабин Яр: пам'ять і політика», «Від УВО до ОУН», «Лесь Курбас у сталінському театрі абсурду», «Голодомор. Стирання пам'яті». Книга — про донедавна невідомі аспекти загальновідомих подій.
До уваги читача — 32 нариси на основі розсекречених документів з архіву СБУ.Українська сторона представлена низкою людських доль. Герої розповідей — учасники протистояння системі. Вони — з усієї України, вони — політичні, військові, мистецькі, церковні діячі, вони — студенти і священики, поети і діти, солдати і батьки.
Радянський режим представлений так, як його без прикрас і пудри висвітлювала його ж спецслужба: КГБ. Діяльність її висвітлена в донедавна таємних операціях: на сторінках книги можна побачити і щоденне життя таємних органів: фальсифікації, оперативні розробки, агентурні операції, і глобальні інформаційні війни спецслужб СРСР та США, в епіцентрі яких — українське минуле.
В'ятрович розповідає про механізми депортацій та нутрощі радянської тюремної системи, яка хоч і здавалася бездоганною, втім була зламана ціною життя і здоров'я кількох поколінь.